# جون لين (ناشر)
جون لَيْن (بالإنجليزية: John Lane) كان ناشر بريطاني وُلد في 14 مارس 1854 وتُوفي في 2 فبراير 1925.

## حياته
يعود أصله إلى ديفون، حيث إنه ولد في عائلة من المزارعين، انتقلت جون لَيْن إلى لندن في سن المراهقة. بينما كان يعمل كموظف في السكة الحديد في غرفة المقاصة، واكتسب المعرفة بالتعلم الذاتي.
بعد دخوله تجارة الكتب في لندن أصبح المؤسس المشارك لرئيس بودلي، وهي في الأصل شركة تناولت الكتب الأثرية. ثم اتجهوا بعد ذلك إلى النشر. وكانت مهنة جون لَيْن نشر النصوص المثيرة للجدل والجريئة.

## وصلات خارجية
- جون لين على موقع الموسوعة البريطانية (الإنجليزية)